# Xã Springfield, Quận Bradford, Pennsylvania
Xã Springfield (tiếng Anh: Springfield Township) là một xã thuộc quận Bradford, tiểu bang Pennsylvania, Hoa Kỳ. Năm 2010, dân số của xã này là 1.124 người.